# Edmond Cotteau
Edmond Cotteau (né le 9 novembre 1833 à Châtel-Censoir et mort le 5 décembre 1896) est un journaliste et photographe français. À l'origine employé des impôts en autodidacte, il devient collaborateur pour Le Temps et Le Tour du monde, et mène une vie de globe-trotter, prenant des clichés d'une rare qualité pour son époque. Il voyage dans les Amériques en 1876-1877, les Indes en 1878-1879, en Europe centrale, au Japon et revient en Chine et en Indochine en 1881-1882. Il réalise un tour du monde par la mer en 1883-1884, en 364 jours, largement couvert par la presse française. 
Le soutien de son grand-père s'avère décisif pour financer ses voyages. Il est aussi agent secret au service de la France.
Dans ses notes de voyage, il s'intéresse notamment à l'architecture et aux mœurs des gens simples.